# Ніколаєвка (Уфимський район)
Нікола́євка (рос. Николаевка, башк. Николаевка) — присілок у складі Уфимського району Башкортостану, Росія. Адміністративний центр Ніколаєвської сільської ради.
Населення — 2738 осіб (2010; 2340 у 2002).
Національний склад:
- росіяни — 53 %
- татари — 30 %